# ケビン・ロング (野球)
ケビン・リチャード・ロング（Kevin Richard Long, 1966年12月30日 - ）は、アメリカ合衆国カリフォルニア州ロサンゼルス郡ロサンゼルス市バン・ナイズ出身のプロ野球選手、野球指導者。左投左打。2022年のシーズンよりMLB・フィラデルフィア・フィリーズの打撃コーチを務める。

## 経歴

### 現役時代
1989年のMLBドラフト31巡目（全体803位）でカンザスシティ・ロイヤルズから指名され、プロ入り。同チーム傘下のマイナーで8年間プレーしたが、左手首の故障などもあり、メジャーに一度も昇格することなく現役を退く。

### 指導者として
1997年にA+級ウィルミントン・ブルーロックスの監督として、指導者としてのキャリアをスタート。1999年にはA-級スポケーン・インディアンスの監督として、チームをノースウェストリーグ制覇に導き、同年度の最優秀監督賞を受賞。
その後は打撃コーチとして、AA級ウィチタ・ラングラーズとAAA級オマハ・ロイヤルズでキャリアを積み、2004年からは、ニューヨーク・ヤンキース傘下のAAA級コロンバス・クリッパーズで3年間打撃コーチを務めた。
2006年11月1日にヤンキースの打撃コーチに就任。2007年度のチーム攻撃陣を、得点・打率・本塁打・安打数など、打撃部門のほとんどでMLB1位に導いた。特にホルヘ・ポサダとアレックス・ロドリゲスを前年度の不調から見事復活させた手腕は高く評価された。
2008年は主力選手の故障もあり、打撃成績は大幅にダウンしたが、翌2009年のシーズンは攻撃陣が復活し、チームも9年ぶりのワールド・チャンピオンに輝いた。
2010年のシーズン終了後に3年契約を結んだ。
2014年はチーム打率がリーグ平均以下の.245を記録。打点はリーグワースト2位となった。オフの10月10日に解雇された。その後10月23日にニューヨーク・メッツの打撃コーチに就任した。
2018年シーズンからはワシントン・ナショナルズの打撃コーチを務める。

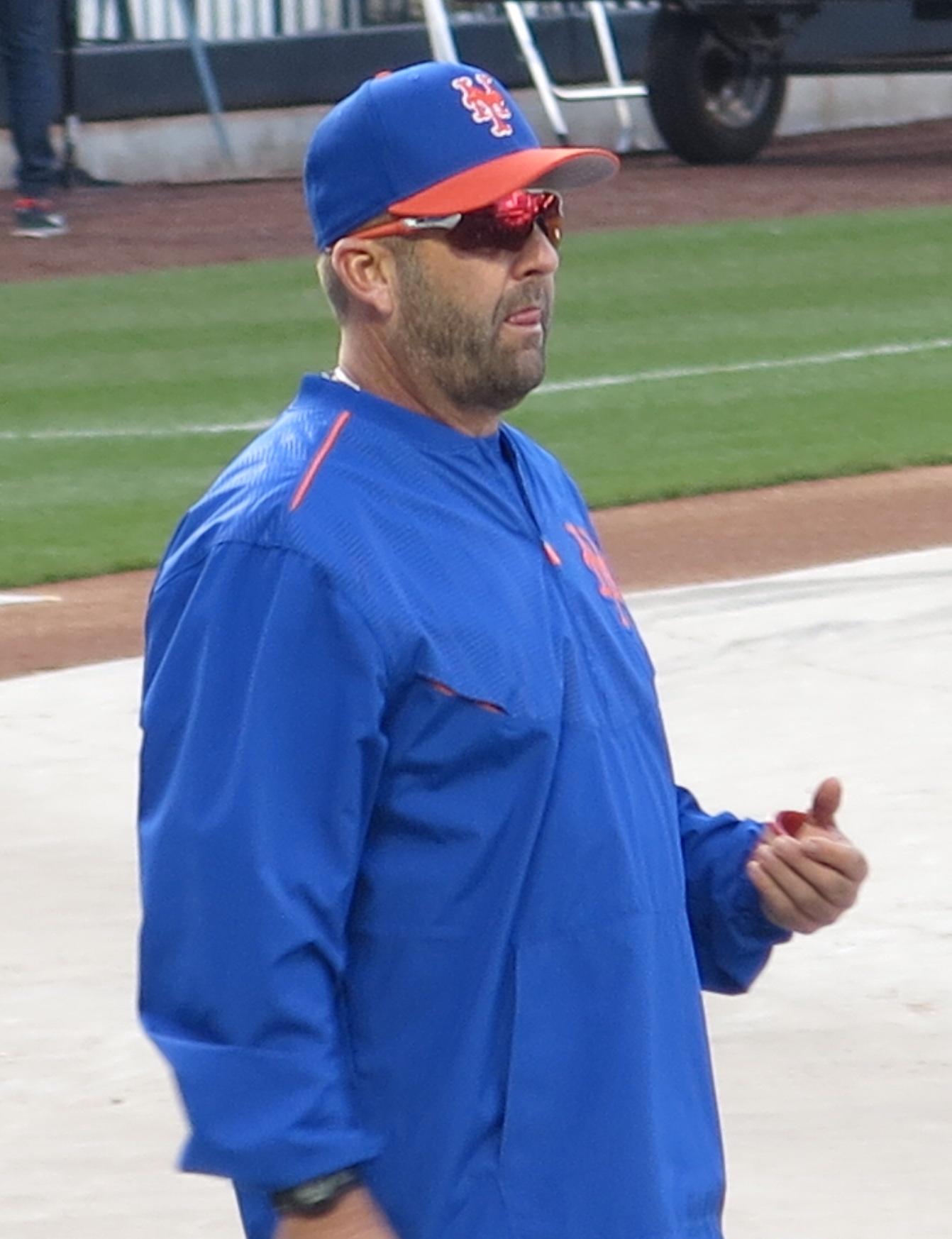
メッツでのコーチ時代(2017年4月9日)

2021年10月13日にフィラデルフィア・フィリーズと契約を結んだ。
2022年のシーズン終了後の11月12日に2年契約を新たに結んだ。

## 詳細情報

### 背番号
- 54（2007年 - 2014年、2018年 - 2021年）
- 57（2015年 - 2017年）
- 53（2022年 - ）